# Хотимир (князь)
Хотимир (ум. 769) — князь Карантании в 752—769 годах, племянник князя Боруты. В период своего правления в княжестве активно проводил политику христианизации.

## История
В 741—743 годах авары пытались захватить Карантанию. Князь Борута попросил о помощи у баварского герцога Одило. В результате баварцам и карантанцам удалось нанести поражение аварским войскам. Но за победу над аварами пришлось пожертвовать независимостью и подчиниться баварскому герцогу. В 745 году Хотимир и сын князя Боруты Горазд были отправлены в качестве заложников в Баварию. Оба были там воспитаны в христианстве. По мнению И. В. Чуркиной, из-за христианского воспитания княжеских родственников у баварского герцога появлялась дополнительная возможность воздействия на них.
Когда умер Борута в 750 году, карантанцы попросили у короля Пипина, чтобы баварцы отпустили Горазда для управления княжеством. После смерти Горазда в 752 году, также было сделано и с Хотимиром. Он вернулся из Баварии в Карантанию. Согласно Д. Тржештика, князь Горазд за короткое правление не предпринял никаких действий для христианизации своего населения, хотя и был крещённым.
С началом правления Хотимира в Карантании, в княжестве начались религиозные процессы. По мнению В. К. Ронина, возможности карантанских князей в приобщении своего народа к христианству были ещё ограниченными. Христианизация при князе Хотимире шла медленно, языческая среда оказывала сопротивление. Тем не менее, по утверждению И. В. Чуркиной, вокняжение Хотимира ознаменовало «новую эпоху в развитии карантанского общества».
Вместе с князем Хотимиром из Баварии прибыл священник по имени Майоран (по предположению В. К. Ронина, он мог быть духовником князя). Но перед тем, карантанский князь обещал служить зальцбургскому епископу и даже ежегодно платить десятину (по мнению Д. Тржештика, это была скорее личная дань, чем налог со своего народа).
Князь Хотимир попросил зальцбургского епископа Виргилия, чтобы он сам возглавил миссию в его страну. Но в Карантанию были посланы хорепископ Модест с пятью священниками. Модестом в Карантании были освящены три церкви. В течение 760-х годов были трижды осуществлены мятежи, два из которых были подавлены Хотимиром, а потому и миссии каждый раз прерывались. Самый крупный мятеж был уже после смерти князя Хотимира, когда несколько лет не было в стране ни одного священника. Часть карантанской знати выступала на стороне прежней религии и была массовой, отчего баварскому герцогу приходилось вмешиваться.
Князь Хотимир умер в 769 году, после чего начался мятеж карантанцев против баварцев. Лишь спустя три года баварскому герцогу Тассило удалось подавить мятежников и подчинить себе Карантанию. В 772 году очередным карантанским князем стал Вальтунк.